# Christian Klien
Christian Klien, (născut pe 7 februarie 1983), este un fost pilot de Formula 1 de naționalitate austriacă, care a concurat pentru Jaguar Racing in 2004, Red Bull Racing in 2005 și 2006 și în 2010 l-a înlocuit în trei curse pe Sakon Yamamoto la Hispania Racing Team.

## Cariera
A luat startul în 51 de curse, cea mai bună performanță a sa fiind locul cinci la finalul Marelui Premiu al Chinei din 2005.

## Cariera în Formula 1
| Sezon | Echipă                  | Număr puncte | Loc clasament general |
| ----- | ----------------------- | ------------ | --------------------- |
| 2004  | Jaguar Racing           | 3            | 16                    |
| 2005  | Red Bull Racing         | 9            | 15                    |
| 2006  | Red Bull Racing         | 2            | 18                    |
| 2007  | Honda Racing F1 Team    | Pilot teste  | -                     |
| 2008  | BMW Sauber F1 Team      | Pilot teste  | -                     |
| 2009  | BMW Sauber F1 Team      | Pilot teste  | -                     |
| 2010  | Hispania Racing F1 Team | 0            | -                     |